# Olivier Pelou
Pour les articles homonymes, voir Pelou (homonymie).
Olivier Pelou, né le 8 novembre 1960 à Paris, est un écrivain français, auteur de roman policier.

## Biographie
Il fait des études de plasticien, puis devient bibliothécaire en 1985. 
En 1997, il publie son premier roman, Béton-les-Bruyères, grâce auquel il est lauréat du prix du polar de Saint-Nazaire. Ce roman est « un huis clos sombre qui décrit une sorte de microcosme de la société française ». En 1999, il fait paraître Rage campagne. Pour Claude Mesplède, « cyniques et corrosifs, ces deux livres sont proches de l'univers romanesque de Georges-Jean Arnaud ».

## Œuvre

### Romans
- Béton-les-Bruyères, Fleuve noir, coll. « Les Noirs » no 22 (1997)  (ISBN 2-265-06149-2)
- Rage campagne, Fleuve noir, coll. « Les Noirs » no 61 (1999)  (ISBN 2-265-06580-3)
- Enlèvement demandé, Noesis, coll. « Moisson rouge » (2002)

### Nouvelles
- Sud, dans la revue Nouvelles Nuits no 10 (1995), réédition dans le recueil Nouvelle Donne spécial Polar (1996)
- Seul contre les Huns, dans le recueil Douze et amères, Fleuve noir, coll. « Les Noirs » no 36 (1997)  (ISBN 2-265-06359-2)
- Débarquement, Revue Caïn hors-série no 3 (1998)
- La Fourche. Sang pour sang abstrait, journal Libération du 14 juillet 1999

## Prix et distinctions
- Prix du polar de Saint-Nazaire 1997 pour Béton-les-Bruyères

## Sources
: document utilisé comme source pour la rédaction de cet article.
- Claude Mesplède (dir.), Dictionnaire des littératures policières, vol. 2 : J - Z, Nantes, Joseph K, coll. « Temps noir », 2007, 1086 p. (ISBN 978-2-910-68645-1, OCLC 315873361), p. 511.